# Balázsi Tibor
Balázsi Tibor (Miskolc, 1958. június 23. –) újságíró, politikus, volt országgyűlési képviselő (Magyar Demokrata Fórum).

## Életpályája
Az 1990. évi országgyűlési választásokon szerzett mandátumot. 1990. május 2. és 1994. június 27. között tagja volt az MDF országgyűlési képviselőcsoportjának. 1994. február 10-től 1994. június 27-ig ő volt az Országgyűlés Kulturális, tudományos, felsőoktatási, televízió, rádió és sajtó bizottságának alelnöke. 